# درو نيلسون
درو نيلسون (بالإنجليزية: Drew Nelson)‏ هو سياسي بريطاني، ولد في 3 أغسطس 1956، وتوفي في 10 أكتوبر 2016.